# Теория Большого взрыва (сезон 9)
Девятый сезон американского ситкома «Теория Большого взрыва», премьера которого состоялась на канале CBS 21 сентября 2015 года, а заключительная серия вышла 12 мая 2016 года, состоит из 24 эпизодов.

## В ролях
- Джонни Галэки — Леонард Хофстедтер
- Джим Парсонс — Шелдон Купер
- Кейли Куоко — Пенни
- Саймон Хелберг — Говард Воловиц
- Кунал Найяр — Раджеш Кутраппали
- Маим Бялик — Эми Фара Фаулер
- Мелисса Ройч — Бернадетт Ростенковски
- Кевин Зусман — Стюарт Блум
- Лора Спенсер — Эмили Суини

## Эпизоды
| № общий | № в сезоне | Название                                                                  | Режиссёр        | Автор сценария | Дата премьеры    | Произв. код | Зрители в США (млн) |
| --- | ---------- | ------------------------------------------------------------------------- | --------------- | --- | ---------------- | ----------- | ------------------- |
| 184 | 1          | «Брачный импульс» «The Matrimonial Momentum»                              | Марк Сендроуски | Сюжет : Чак Лорри, Джим Рейнольдс и Мария Феррари Телесценарий : Стивен Моларо, Стив Холланд и Эрик Каплан                     | 21 сентября 2015 | 4X7201      | 18.20               |
| В то время как Леонард и Пенни добираются до Лас-Вегаса и женятся, Шелдон заставляет Эми окончательно порвать с ним отношения. |            |                                                                           |                 | |                  |             |                     |
| 185 | 2          | «Разделение колебаний» «The Separation Oscillation»                       | Марк Сендроуски | Сюжет : Стивен Моларо, Стив Холланд и Тара Эрнандес Телесценарий : Чак Лорри, Джим Рейнольдс и Мария Феррари                   | 28 сентября 2015 | 4X7202      | 15.23               |
| Леонарду снится кошмар, в котором фигурируют Шелдон и Пенни. Этот сон вынуждает его очистить совесть и поговорить с Мэнди (девушкой, которую он поцеловал). Между тем Шелдон дарит молодоженам два билета в Сан-Франциско. Бернадетт чувствует себя виноватой, когда вынуждена кое-что скрывать от Пенни. Шелдон возвращает Эми её вещи и пытается вызвать её ревность, а после записывает специальный эпизод «Занимательные флаги». |            |                                                                           |                 | |                  |             |                     |
| 186 | 3          | «Коррозия мальчишника» «The Bachelor Party Corrosion»                     | Марк Сендроуски | Сюжет : Дэйв Гоетч, Джим Рейнольдс и Джереми Хоув Телесценарий : Стивен Моларо, Стив Холланд и Эрик Каплан                     | 5 октября 2015   | 4X7203      | 15.40               |
| В то время как девчонки готовят для Пенни мини-девичник, парни похищают Леонарда и везут его на уикенд в Мексику. Между тем Пенни сообщает отцу новость о своем замужестве, а Эми звонит матери по поводу разрыва с Шелдоном. |            |                                                                           |                 | |                  |             |                     |
| 187 | 4          | «Аппроксимация 2003-го» «The 2003 Approximation»                          | Марк Сендроуски | Сюжет : Чак Лорри, Стив Холланд и Эрик Каплан Телесценарий : Стивен Моларо, Мария Феррари и Тара Эрнандес                      | 12 октября 2015  | 4X7204      | 14.96               |
| Леонард и Пенни наконец начинают жить вместе. Шелдон находится в растрепанных чувствах, пытаясь принять большие изменения в своей жизни и жалея, что не может вернуться в 2003 год, когда он ещё не познакомился с Леонардом. Между тем Радж и Говард пытаются организовать группу. |            |                                                                           |                 | |                  |             |                     |
| 188 | 5          | «Реализация пота» «The Perspiration Implementation»                       | Марк Сендроуски | Сюжет : Чак Лорри, Эрик Каплан и Мария Феррари Телесценарий : Стив Холланд, Джим Рейнольдс и Саладин Паттерсон                 | 19 октября 2015  | 4X7205      | 14.68               |
| Парни решают освоить спорт, фехтование. Девочки в это время помогают Стюарту привлечь в магазин комиксов женскую аудиторию. Между тем и Шелдон, и Эми подумывают о свиданиях с другими. |            |                                                                           |                 | |                  |             |                     |
| 189 | 6          | «Резонанс Спока» «The Spock Resonance»                                    | Никки Лорри     | Сюжет : Чак Лорри, Джим Рейнольдс и Тара Эрнандес Телесценарий : Стивен Моларо, Стив Холланд и Джереми Хоув                    | 26 октября 2015  | 4X7206      | 16.32               |
| Уил Уитон берет интервью у Шелдона для документального фильма о жизни Леонарда Нимоя, в котором Шелдон показывает кольцо и раскрывает своё намерение сделать Эми предложение. Бернадетт хочет начать в доме ремонт. |            |                                                                           |                 | |                  |             |                     |
| 190 | 7          | «Гелиевая недостаточность» «The Helium Insufficiency»                     | Марк Сендроуски | Сюжет : Стив Холланд, Мария Феррари и Энтони Дель Брокколо Телесценарий : Стивен Моларо, Эрик Каплан и Джим Рейнольдс          | 5 ноября 2015    | 4X7207      | 14.81               |
| В то время как некие шведские ученые пытаются украсть Теорию сверхтекучести Леонарда и Шелдона, остальная часть компании работает над возвращением Эми в мир знакомств. |            |                                                                           |                 | |                  |             |                     |
| 191 | 8          | «Наблюдение за тайным свиданием» «The Mystery Date Observation»           | Марк Сендроуски | Сюжет : Стивен Моларо, Эрик Каплан и Джим Рейнольдс Телесценарий : Чак Лорри, Стив Холланд и Тара Эрнандес                     | 12 ноября 2015   | 4X7208      | 14.92               |
| Шелдон хочет найти себе новую девушку и обращается за помощью к Раджу и Говарду. Эми идет на свидание с парнем, но оно идет не по плану. Тем временем, Пенни и Бернадетт хотят узнать больше о свидании Эми. |            |                                                                           |                 | |                  |             |                     |
| 192 | 9          | «Платоническая переустановка» «The Platonic Permutation»                  | Марк Сендроуски | Сюжет : Джим Рейнольдс, Джереми Хоув и Тара Эрнандес Телесценарий : Стив Холланд, Мария Феррари и Адам Фаберман                | 19 ноября 2015   | 4X7209      | 15.19               |
| День благодарения. Бернадетт, Радж, Эмили и Говард помогают в столовой для бездомных. Шелдон и Эми идут в океанариум как друзья. Леонард и Пенни вместе готовят первый ужин в честь праздника. Между тем, Пенни узнаёт, что Леонард тайно читает её дневник. |            |                                                                           |                 | |                  |             |                     |
| 193 | 10         | «Реверберация ушного червя» «The Earworm Reverberation»                   | Марк Сендроуски | Сюжет : Эрик Каплан, Джим Рейнольдс и Саладин Паттерсон Телесценарий : Стивен Моларо, Стив Холланд и Джереми Хоув              | 10 декабря 2015  | 4X7210      | 15.27               |
| Эми приглашает Дэйва на свидание к себе домой. Шелдон не может выкинуть из головы навязчивую мелодию. Говард и Радж разыскивают одного фаната своей рок-группы. |            |                                                                           |                 | |                  |             |                     |
| 194 | 11         | «Возбуждение премьерной ночи» «The Opening Night Excitation»              | Марк Сендроуски | Сюжет : Стивен Моларо, Эрик Каплан и Тара Эрнандес Телесценарий : Стив Холланд, Джим Рейнольдс и Мария Феррари                 | 17 декабря 2015  | 4X7211      | 17.23               |
| В то время как ребята собираются пойти на премьеру нового фильма «Звездных войн» «Звёздные войны: Пробуждение силы», Шелдон решает пропустить поход в кино и подготовить сюрприз для Эми на её День рождения. |            |                                                                           |                 | |                  |             |                     |
| 195 | 12         | «Сублимация контакта продаж» «The Sales Call Sublimation»                 | Марк Сендроуски | Сюжет : Стив Холланд, Джим Рейнольдс и Saladin K. Patterson Телесценарий : Стивен Моларо, Мария Феррари и Энтони Дель Брокколо | 7 января 2016    | 4X7212      | 15.85               |
| Пенни просит Леонарда посетить психиатра, чтобы наладить с ним контакт для ее продаж. Но в итоге и Леонард и Пенни вскрывают массу своих проблем. Стюарт съезжает из дома Воловитца. А Шелдон работает с Раджем по нахождению новых планет вне Солнечной системы. |            |                                                                           |                 | |                  |             |                     |
| 196 | 13         | «Оптимизация эмпатии» «The Empathy Optimization»                          | Марк Сендроуски | Сюжет : Чак Лорри, Эрик Каплан и Дэйв Гоетч Телесценарий : Стивен Моларо, Стив Холланд и Саладин Паттерсон                     | 14 января 2016   | 4X7213      | 15.75               |
| Леонард, Говард и Радж со своими девушками собираются отправиться на выходные в Лас-Вегас, чтобы отдохнуть от Шелдона и его капризов во время болезни. Шелдон же, не желая быть неприглашенным, извиняется перед друзьями за своё поведение на больничном, но ненароком обижает девушку Раджа, сообщая, что «дерматологи — ненастоящие врачи».                                                                                       |            |                                                                           |                 | |                  |             |                     |
| 197 | 14         | «Материализация бабули» «The Meemaw Materialization»                      | Марк Сендроуски | Сюжет : Чак Лорри, Джим Рейнольдс и Мария Феррари Телесценарий : Стивен Моларо, Стив Холланд и Тара Эрнандес                   | 4 февраля 2016   | 4X7214      | 15.29               |
| Эми знакомится с бабулей Шелдона, которая очень недовольна тем, что Эми бросила Шелдона в тот момент, когда её внук собирался сделать ей предложение. Между тем Радж знакомится с научно-фантастическим сценаристом, который предлагает работать с ним. |            |                                                                           |                 | |                  |             |                     |
| 198 | 15         | «Погружение в День Св.Валентина» «The Valentino Submergence»              | Марк Сендроуски | Сюжет : Стив Моларо, Джим Рейнольдс и Тара Эрнандес Телесценарий : Стив Холланд, Эрик Каплан и Джереми Хоув                    | 11 февраля 2016  | 4X7215      | 16.25               |
| Радж бросает Эмили прямо накануне Дня Святого Валентина ради девушки-сценариста, но она уже не свободна. Эми и Шелдон готовятся снять новый выпуск «Занимательных флагов», но вместо этого работают личными психологами. Пенни и Леонард идут в ресторан, но вместо ужина они решают бороться со старением. Бернадетт хочет сделать мужу лучший подарок, но её планы нарушает нежданный гость в их ванне.                            |            |                                                                           |                 | |                  |             |                     |
| 199 | 16         | «Положительно-отрицательная реакция» «The Positive Negative Reaction»     | Марк Сендроуски | Сюжет : Эрик Каплан, Джим Рейнольдс и Саладин Паттерсон Телесценарий : Стивен Моларо, Стив Холланд и Мария Феррари             | 18 февраля 2016  | 4X7216      | 15.24               |
| Семейство Воловиц готовится к появлению малыша. Берни обеспокоена реакцией Говарда: он не знает как обращаться с детьми и боится, что не сможет обеспечить достойное будущее для ребёнка. Ребята идут в караоке, чтобы отметить это событие. |            |                                                                           |                 | |                  |             |                     |
| 200 | 17         | «Эксперимент празднования Дня Рождения» «The Celebration Experimentation» | Марк Сендроуски | Сюжет : Чак Лорри, Эрик Каплан и Джереми Хоув Телесценарий : Стивен Моларо, Стив Холланд и Тара Эрнандес                       | 25 февраля 2016  | 4X7217      | 15.94               |
| Друзья решают организовать вечеринку по случаю дня рождения Шелдона. Хотя доктор Купер и не любит вечеринки-сюрпризы, Эми убедила его сделать исключение в этом году. Парни готовят для друга подарок — на вечеринку придет Адам Уэст в качестве специального гостя. |            |                                                                           |                 | |                  |             |                     |
| 201 | 18         | «Проблематика патентной заявки» «The Application Deterioration»           | Марк Сендроуски | Сюжет : Стивен Моларо, Эрик Каплан и Адам Фаберман Телесценарий : Стив Холланд, Джим Рейнольдс и Мария Феррари                 | 10 марта 2016    | 4X7218      | 14.68               |
| Говард, Леонард и Шелдон регистрируют патент на своё новое изобретение, но в процессе выясняется, что Воловиц не получит ни цента. Ребята пытаются придумать выход из этой ситуации. Эмили хочет помириться с Раджем, но он все ещё не может сделать выбор между ней и Клэр. Пенни, Эми и Бернадетт помогают ему принять правильное решение.                                                                                         |            |                                                                           |                 | |                  |             |                     |
| 202 | 19         | «Отклонение похода за припоем» «The Solder Excursion Diversion»           | Марк Сендроуски | Сюжет : Билл Прэди, Эрик Каплан и Мария Феррари Телесценарий : Стивен Моларо, Стив Холланд и Саладин Паттерсон                 | 31 марта 2016    | 4X7219      | 14.24               |
| Говард и Леонард отправляются на премьеру фильма, не сказав ничего своим женам, в то время как Радж проливает свет на их маленький обман. Тем временем старый ноутбук Шелдона ломается, и Эми покупает ему новый, но узнает одну из главных тайн Шелдона. |            |                                                                           |                 | |                  |             |                     |
| 203 | 20         | «Осадки Большого Медведя» «The Big Bear Precipitation»                    | Марк Сендроуски | Сюжет : Чак Лорри, Дэйв Гоетч и Тара Эрнандес Телесценарий : Стивен Моларо, Стив Холланд и Джим Рейнольдс                      | 7 апреля 2016    | 4X7220      | 13.50               |
| Эми уговаривает Шелдона поехать вместе с Леонардом и Пенни на выходные в домик в лесу. В то время как Пенни признается, что нынешняя работа не приносит ей удовлетворения, Бернадетт и Говард полагают, что Радж мешает их беременности. |            |                                                                           |                 | |                  |             |                     |
| 204 | 21         | «Вспышка на сериальной вечеринке» «The Viewing Party Combustion»          | Марк Сендроуски | Сюжет : Эрик Каплан, Мария Феррари и Джереми Хоув Телесценарий : Стивен Моларо, Стив Холланд и Тара Эрнандес                   | 21 апреля 2016   | 4X7221      | 14.16               |
| Когда ребята решают устроить вечер просмотра сериала «Игра Престолов», между ними разгорается нешуточный спор. Между тем, когда Леонард случайно подает закуску с арахисом, Говард срочно госпитализирован в отделение неотложной помощи. А Леонард и Эми ревнуют к отношениям между Шелдоном и Пенни. |            |                                                                           |                 | |                  |             |                     |
| 205 | 22         | «Брожение раздвоенности» «The Fermentation Bifurcation»                   | Никки Лорри     | Сюжет : Стивен Моларо, Джим Рейнольдс и Энтони Дель Брокколо Телесценарий : Чак Лорри, Стив Холланд и Тара Эрнандес            | 28 апреля 2016   | 4X7222      | 14.13               |
| Когда Леонард, Пенни, Эми, Говард, Радж и Клэр идут на дегустацию вин, они сталкиваются с Заком. Между тем Бернадетт и Шелдон проводят ночь за играми. |            |                                                                           |                 | |                  |             |                     |
| 206 | 23         | «Решение замены в очереди» «The Line Substitution Solution»               | Энтони Рич      | Сюжет : Стив Холланд, Саладин Паттерсон и Тара Эрнандес Телесценарий : Стивен Моларо, Эрик Каплан и Мария Феррари              | 5 мая 2016       | 4X7223      | 13.22               |
| Шелдон нанимает Стюарта, чтобы он провел день с Эми за него, так как сам хочет пойти в кино. В это время мать Леонарда Беверли приезжает в город, и у Пенни никак не получается наладить с ней отношения. |            |                                                                           |                 | |                  |             |                     |
| 207 | 24         | «Конвергенция конвергенции» «The Convergence Convergence»                 | Марк Сендроуски | Сюжет : Стивен Моларо, Тара Эрнандес и Адам Фаберман Телесценарий : Чак Лорри, Стив Холланд и Джереми Хоув                     | 12 мая 2016      | 4X7224      | 14.73               |
| Хаос наступает, когда недавно разведённые родители Леонарда, Альфред и Беверли, а также религиозная мама Шелдона, Мэри, приезжают в город на свадьбу Леонарда и Пенни. Тем временем, Воловиц и Кутрапали уверены, что ими интересуется государство, когда с ними связываются насчет их управляющего устройства. |            |                                                                           |                 | |                  |             |                     |